# Green Lake, Whistler
Green Lake är en sjö i Kanada.   Den ligger i provinsen British Columbia, i den sydvästra delen av landet, 3 500 km väster om huvudstaden Ottawa. Green Lake ligger 636 meter över havet. Arean är 2,0 kvadratkilometer. Den sträcker sig 2,8 kilometer i nord-sydlig riktning, och 2,7 kilometer i öst-västlig riktning.
I omgivningarna runt Green Lake växer i huvudsak barrskog. Runt Green Lake är det mycket glesbefolkat, med 5 invånare per kvadratkilometer.